# Ото Изаковер
Ото Изаковер (на немски: Otto Isakower) е австрийски лекар, психиатър и психоаналитик.

## Биография
Роден е на 2 юни 1899 година във Виена, Австро-Унгария. Завършва медицина през 1923 г. и специализира психиатрия с Паул Шилдер и Хайнц Хартман. Анализиран е от Пол Федерн и през 1925 г. става член на Виенското психоаналитично общество. След 1934 г. е съпредседател заедно с Едуард Хичман на клиниката към Виенския психоаналитичен институт.
През 1938 г. напуска Австрия след аншлуса ѝ с Германия. През юни 1938 г. се омъжва за Саломеа Гутман в Лондон, която е член на Виенското психоаналитично общество от 1928 г. Двамата заедно се присъединяват към Британското психоаналитично общество. Изаковер става един от редакторите на събраното издание на работите на Фройд, което дъщеря му Ана е донесла. Двамата с жена му заминават за Ню Йорк през 1940 и стават членове на Нюйоркското психоаналитично общество.
По-известен е с описанието на самонаблюдавани полусънни състояния и тяло-его регресии докато заспива. Тези състояния стават известни като „Феномен на Изаковер“.

## Кратка библиография
- Isakower, Otto. (1938). A contribution of the pathopsychology of phenomena associated with falling asleep. International Journal of Psycho-Analysis, 19